# Makdermitova kaldera
Makdermitova kaldera je velika, ovalna kaldera zapadno od Makdermita u jugoistočnom Oregonu i severnoj Nevadi u Sjedinjenim Državama. Dugačka je oko 28 mi (45 km) u pravcu sever–jug i široka 22 mi (35 km) u pravcu istok–zapad. Zapadni deo kaldere je u planinama Traut Krik, a severni deo je u planinama Oregonskog kanjona. Najviša tačka Makdermitove kaldere je planina Džordan Meadou na 6.816 ft (2.078 m), koja je deo planina Montane u okrugu Hamboldt, Nevada.
Makdermitova kaldera je verovatno najstarija u nizu kaldera koje je formiralo Jeloustonsko žarište. Kalderi je prethodila kupola lave koja je izgrađena vulkanskim erupcijama riolita pre oko 19 miliona godina. Ova kupola lave se srušila u kalderu u erupciji tokom perioda od 16,37 do 16,41 miliona godina. U kalderi se kasnije formiralo jezero, u kome su taloženi sedimenti, dijatomit, opal, ugljeni materijal i mafička lava.
U kalderi su zakopana značajna ležišta rude, uključujući živu i uranijum, koji su iskopavani na više od osam lokacija u kalderi tokom 20. veka. Živa se u ovim rudnicima vadila u velikim količinama, a dolazila je uglavnom iz cinobara. Rudnik Makdermit, koji se nalazi na istočnoj ivici kaldere u Nevadi, bio je poslednji aktivni rudnik žive u Sjedinjenim Državama pre nego što je zatvoren 1992. godine. Uranijum je otkriven u kalderi 1953. godine, a ekstrahovan je uglavnom iz riolita brečirane rasedne zone u rudniku Munlajt na jugozapadnoj ivici kaldere. Minerali rude uranijuma uključuju uraninit i kofinit. Pretpostavlja se da je starost formacije uranijuma ista kao i tuf kaldere, što je otprilike 16,1 milion godina. Ostala ležišta u kalderi sadrže rude antimona, cezijuma i litijuma (što je potencijalno jedan od najvećih rudnika na svetu).
Nalazište litijuma Takerov prelaz, koje se nalazi unutar kaldere, je perspektiva za koju je 2017. rečeno da je najznačajniji resurs litijumske gline u SAD.
- Klajnit, redak žuti mineral koji sadrži živu (formula: (Hg2N)(Cl,SO4)·nH2O) iz rudnika Makdermit[15]
- Lokacija ležišta uranijuma Aurora na margini Makdermitove kaldere
- Poprečni presek prikazuje ležište uranijuma Aurora u Makdermitovoj kalderi
- Šematski presek rudnih zona ležišta uranijuma Aurora

## Spoljašnje veze
- Mediji vezani za članak Makdermitova kaldera na Vikimedijinoj ostavi